# Józef Haller de Hallenburg
Józef Haller de Hallenburg (13. srpna 1873 Jurczyce u Krakova – 14. července 1960 Londýn) byl polský generál, náčelník polských skautů (ZHP) a osobnost veřejného života v Rakosko-Uhersku a Polsku. Jeho bratrancem byl polský generál Stanisław Haller.

## Život
Pocházel z významné polské šlechtické rodiny. V letech 1895 až 1910 sloužil v 11. dělostřeleckém pluku v rakousko-uherské armádě. Během první světové války v roce 1916 se stal velitelem 2. brigády polských legií. V roce 1918 získal velení nad 5. divizí polských střelců. Od března 1918 velel 2. polskému sboru. Dne 5. května byl povýšen na generála. V květnu 1918 byl jeho sbor rozbit německými vojsky. Uprchl do Moskvy a poté odešel do Francie, kde převzal velení nad nově vznikající polskou armádou. Roku 1919 se vrátil s tzv. Modrou armádou do Polska. Obdržel velení nad Haličským frontem. Po válce byl v letech 1920 až 1926 generálním inspektorem dělostřelectva. Od roku 1926 byl v penzi.
Během druhé světové války odešel do Rumunska a poté cestoval po světě. Hlásil se k polskému zahraničnímu odboji a ve Francii byl ministrem bez portfeje v Polské exilové vládě. Později se usadil v Londýně, kde nadále žil i po skončení války až do své smrti.

## Vyznamenání
- Řád bílé orlice – 1921
- stříbrný kříž Řádu Virtuti Militari – 1920[3]
- komtur Řádu znovuzrozeného Polska – 1922
- Kříž za chrabrost (Polsko) – udělen čtyřikrát[4][5]
- velkodůstojník Řádu čestné legie (Francie) – 1922[6]
- Croix de guerre 1914–1918 (Francie) – 1922[6]
- Kříž svobody II. stupeň – Estonsko, 2. června 1922[7]
- velkodůstojník Řádu italské koruny (Italské království)[6]
- Vojenská záslužná medaile (Rakousko-Uhersko)[8]
- Řád železné koruny III. třídy (Rakousko-Uhersko) – 1914[8]

## Galerie

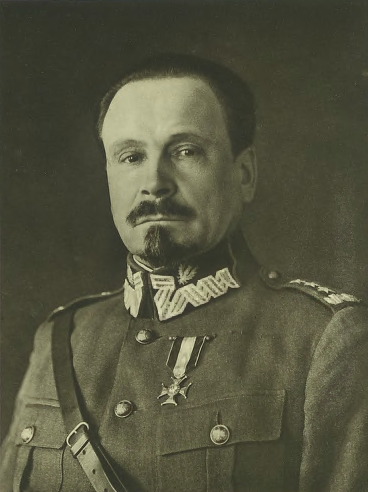
Generál Józef Haller
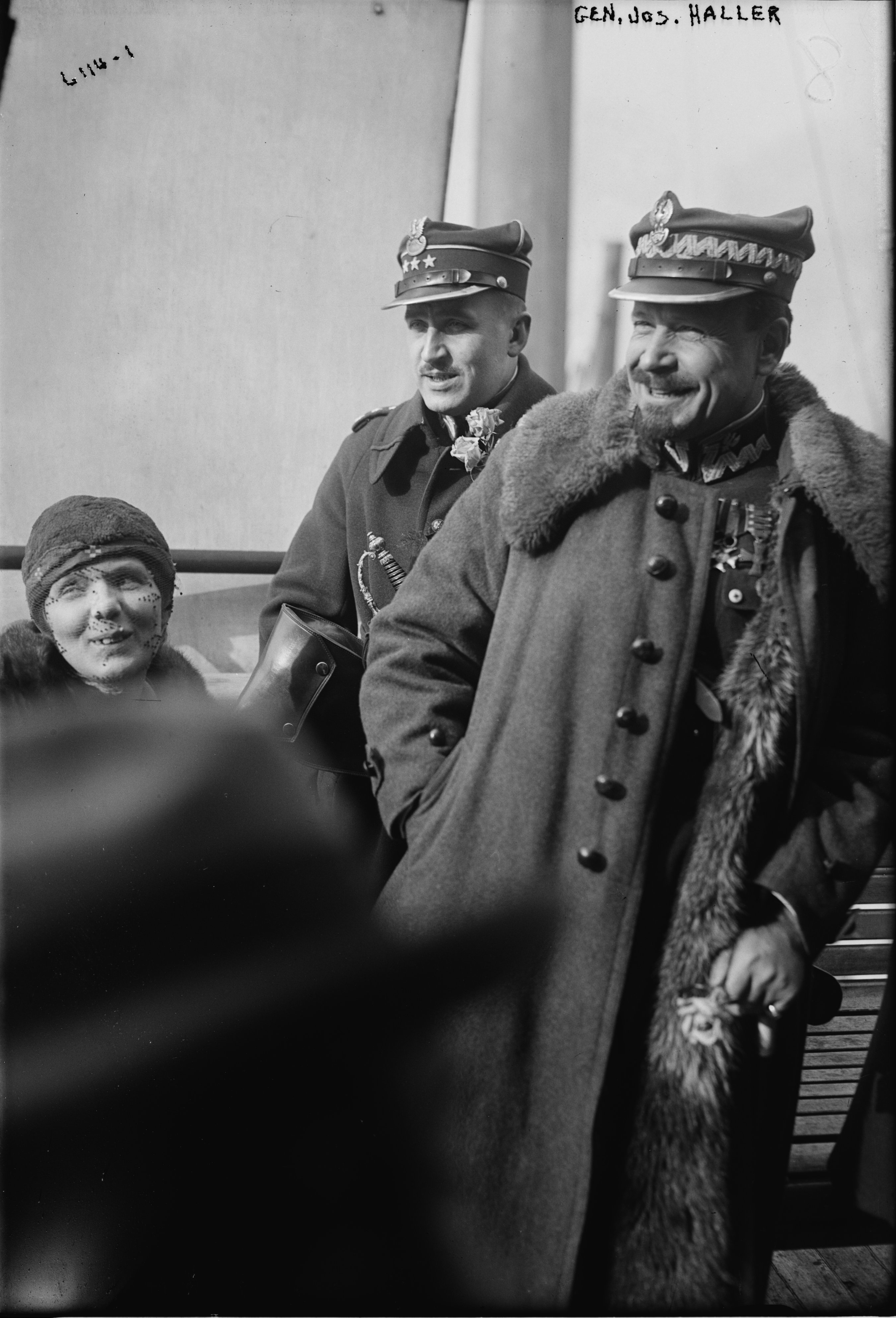
Generál Józef Haller
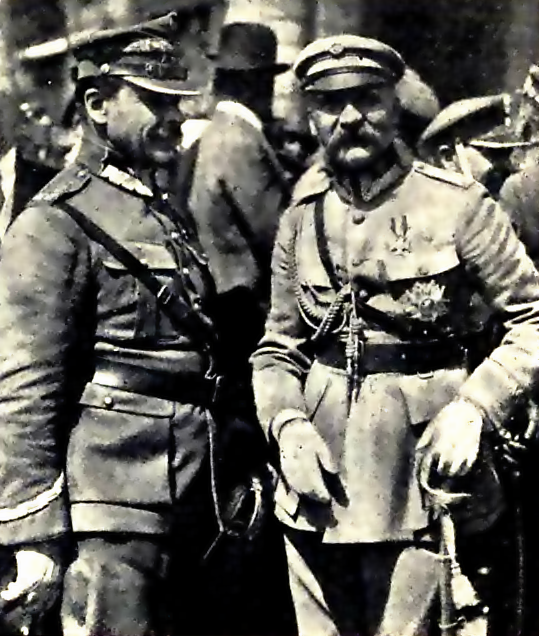
Spolu s Józefem Piłsudským
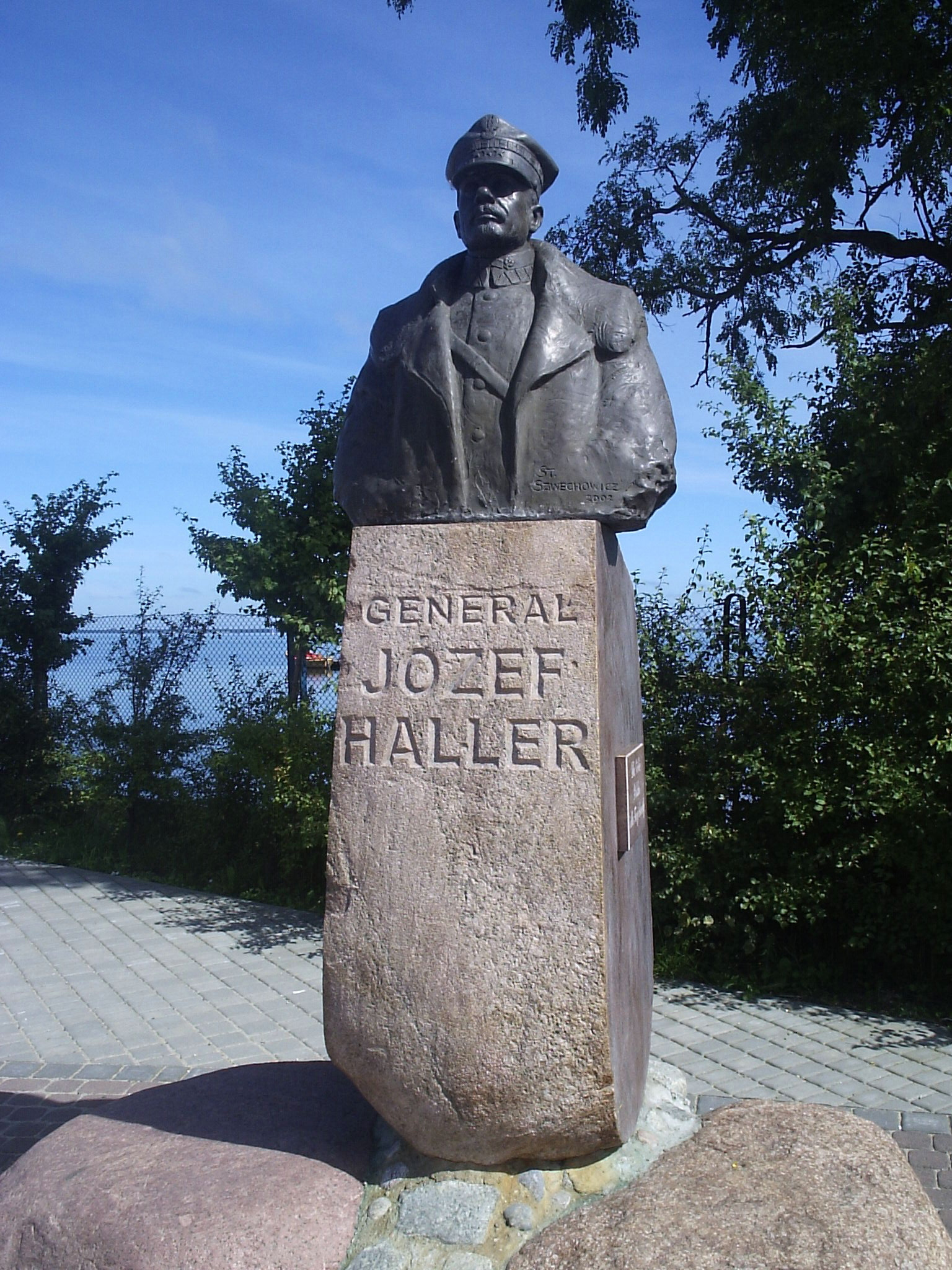
Pomník, upomínající na generála Józefa Hallera